# Elisa Cerato
Elisa Cerato (Imperia, 23 settembre 1988) è una calciatrice italiana, di ruolo attaccante. Oggi docente.

## Caratteristiche tecniche
Dopo ottimi trascorsi giovanili nel canottaggio, passata al calcio, inizialmente impiegata nel reparto di centrocampo, all'esordio nel campionato femminile, nella Matuziana Sanremo, ricoprì il ruolo di esterno sinistro di centrocampo venendo in seguito impiegata come prima punta.

## Carriera
Elisa Cerato si appassiona al calcio fin da piccola e alterna il suo approfondimento all'altra sua passione giovanile, il canottaggio.
Cresce calcisticamente nel vivaio del Matuziana Sanremo giocando dalla Serie C all'A2 fino alla stagione 2008-2009.
Nell'estate 2009 trova un accordo con l'Entella con cui gioca la sola stagione di Serie A2 2009-2010 congedandosi con 15 presenze e una rete segnata.
Contattata nel calciomercato estivo dalla dirigenza del Torino che le propone un posto da titolare in prima squadra per giocare in Serie A, Cerato coglie l'occasione per debuttare nel maggior livello del campionato italiano femminile di calcio. Fa il suo debutto in maglia granata il 26 settembre 2010, alla prima giornata di campionato della stagione 2010-2011, subentrando al 65' ad Aurora Baccaro partita titolare nell'incontro pareggiato a reti inviolate con la Reggiana. Al termine della stagione Cerato decide di lasciare la società.
Nell'estate 2011 trova un accordo con la Sestrese con la quale Cerato inizia la stagione 2011-2012 giocando nel Girone C di Serie A2, tuttavia nel calciomercato invernale viene ceduta al Cuneo San Rocco terminando la stagione sempre in Serie A2 ma nel Girone A. Con le biancorosse rimane anche nelle stagioni successive, conquistando la promozione dalla Serie B, ridiventata secondo livello nel campionato femminile, al termine della stagione 2013-2014 e presentandosi in rosa alla sua seconda stagione in Serie A nella società che ha assunto la nuova designazione Cuneo. In seguito ha rinunciato alle serie maggiori per laurearsi prima e svolgere l'attività di insegnante dopo.

## Palmarès
- Campionato italiano di Serie B: 1

Cuneo San Rocco: 2013-2014
Campionato eccellenza 2018 e 2023